# Дейкс, Митчелл
Митчелл Дейкс (нидерл. Mitchell Dijks; 9 февраля 1993, Пюрмеренд, Нидерланды) — нидерландский футболист, защитник.

## Клубная карьера
Воспитанник «Пюрмеренда». В 16 лет перешёл в академию «Аякса». В составе команды своего возраста сезона 2011/12 стал победителем молодежного Эредивизи, а также финалистом NextGen Series 2012, уступив «Интернационале» 1:1 (5:3 пен.).
5 августа 2012 года Дейкс дебютировал в основном составе во встрече Суперкубка Нидерландов 2012 против ПСВ, в котором отыграл 76 минут и заработал жёлтую карточку. «Аякс» этот матч проиграл со счётом 2:4. В Эредивизи дебют игрока состоялся спустя две недели, в игре против НЕК, завершившейся разгромным поражением соперника — 6:1. Первым трофеем в профессиональной карьере Митчелла стал Эредивизи сезона 2012/13.
Сезон 2013/14 защитник провёл в «Херенвене», который 4 июня 2013 года заключил арендное соглашение с «Аяксом». В первом же матче за клуб, против ПСВ, был удалён с поля за две жёлтые карточки. Вторую красную карточку игрок заработал в дерби с «Гронингеном». В общей сложности сыграл 30 матчей за клуб во всех турнирах.
По окончании аренды вернулся в «Аякс», проведя с ним всю предсезонную подготовку, но не попал в заявку на матч Суперкубка Нидерландов 2014 со «Зволле». Он был возмущён произошедшим и попросил тренера о выставлении на трансфер, в котором получил одобрение.
Спустя 3 недели после матча суперкубка, игрока на правах свободного агента подписывает «Виллем II». Контракт заключён сроком на два года. 13 сентября 2014 года защитник полностью отыграл свою дебютный матч против «Фейеноорда», завершившийся победой со счётом 2:1. В летнем трансферном окне—2015 игроком интересовались «Фейеноорд», АЗ и «Селтик», но настойчивее всех оказался «Аякс».
Митчелл стал частью сделки по Ришайро Живковичу, Рюбену Лижону и Лесли де Са, отправившимся в противоположном направлении. Контракт с клубом заключён сроком на три года. Из-за травмы Николая Бойлесена требовалось закрыть позицию левого защитника, и выбор Франка Де Бура пал на Дейкса. Он провёл с командой все предсезонные сборы, и первым матчем в новом сезоне для него стала игра третьего квалификационного раунда Лиги Чемпионов 2015/16 против «Рапида» из Вены, состоявшаяся 29 июля 2015 года и завершившаяся результативной ничьей 2:2. В игре открытия сезона против АЗ отметился 2 голевыми передачами, что позволило его команде одержать разгромную победу со счётом 3:0. На протяжении всего сезона внёс большой вклад во второе место «Аякса» в Эредивизи 2016/17.
В январе 2017 года игрока арендовал английский «Норвич Сити»: изначально речь шла о полноценном переходе, но переговоры зашли в тупик. Потеряв место в составе, недавно назначенный тренер Петер Бос предложил игроку за получением игровой практики отправиться в аренду.
7 февраля 2017 года на 73 минуте матча, благодаря результативному удару головой в игре против «Уиган Атлетик», Дейкс сравнивает счёт и матч завершается ничьей 2:2. Этот гол стал первым в его профессиональной карьере.
После завершения арендного соглашения вернулся в расположение «Аякса». В мае 2018 года подписал пятилетний контракт с итальянским клубом «Болонья».
18 июля 2023 года перешёл в «Фортуну», подписав с клубом контракт на один сезон. Летом 2025 года клуб расторг контракт с игроком по обоюдному согласию.

## Карьера в сборной
Выступал за сборные различных возрастов (до 16 и 18 лет, юношескую и молодёжную). Выбран тренерским штабом для участия в элитном раунде юношеского Чемпионата Европы по футболу 2012. Дебютировал во встрече против Норвегии, отыграв весь матч и получив жёлтую карточку. В игре против Франции вышел на поле на 20 минуте, заменив Матса ван Хейгеворта. Матч завершился разгромным поражением 0:6.
15 августа 2012 года Дейк дебютировал за молодежную сборную Нидерландов в товарищеском матче против Италии, заменив на 46 минуте Йохана Каппелхофа. Встреча завершилась поражением для сборной Нидерландов со счётом 0:3.
В марте 2016 год получил вызов в сборную Нидерландов на товарищеские матчи против Франции и Англии, но не принял участия ни в одном из них.

## Достижения
«Аякс»
- Чемпион Нидерландов: 2012/13
- Серебряный призёр чемпионата Нидерландов: 2015/16
- Финалист NextGen Series: 2011/12
- Победитель молодёжного Эредивизи: 2011/12

## Клубная статистика
| Выступление      | Выступление      | Выступление      | Лига | Лига | Кубки | Кубки | Еврокубки | Еврокубки | Итого | Итого |
| Клуб             | Лига             | Сезон            | Игры | Голы | Игры  | Голы  | Игры      | Голы      | Игры  | Голы  |
| ---------------- | ---------------- | ---------------- | ---- | ---- | ----- | ----- | --------- | --------- | ----- | ----- |
| Аякс             | Эридивизи        | 2012/13          | 6    | 0    | 2     | 0     | —         | —         | 8     | 0     |
| Аякс             | Эридивизи        | 2015/16          | 29   | 0    | 1     | 0     | 9         | -         | 39    | 0     |
| Аякс             | Эридивизи        | 2016/17          | 3    | 0    | —     | —     | 3         | 0         | 6     | 0     |
| Аякс             | Эридивизи        | 2017/18          | 9    | 0    | 1     | 0     | 2         | 0         | 12    | 0     |
| Аякс             | Итого            | Итого            | 47   | 0    | 4     | 0     | 14        | 0         | 65    | 0     |
| → Херенвен       | Эридивизи        | 2013/14          | 24   | 0    | 3     | 0     | —         | —         | 27    | 0     |
| → Херенвен       | Итого            | Итого            | 24   | 0    | 3     | 0     | —         | —         | 27    | 0     |
| Виллем II        | Эридивизи        | 2014/15          | 28   | 0    | —     | —     | —         | —         | 28    | 0     |
| Виллем II        | Итого            | Итого            | 28   | 0    | —     | —     | —         | —         | 28    | 0     |
| → Норвич Сити    | Чемпионшип       | 2017/18          | 15   | 1    | —     | —     | —         | —         | 15    | 1     |
| → Норвич Сити    | Итого            | Итого            | 15   | 1    | —     | —     | —         | —         | 15    | 1     |
| Всего за карьеру | Всего за карьеру | Всего за карьеру | 114  | 1    | 7     | 0     | 14        | 0         | 135   | 1     |